# 百地龍之介
百地 龍之介（ももぢ りゅうのすけ、1999年9月3日 - ）は、ジャパンラグビーリーグワントヨタヴェルブリッツに所属するラグビー選手。

## プロフィール
- ポジションはプロップ(PR)。
- 身長 175 cm、体重 107 kg
- ジュニア・ジャパンに選ばれたことがある。
- U20日本代表に選ばれたことがある[1]。

## 略歴
2018年、東海大仰星高校卒業後、立命館大学に入る。なお東海大仰星高校時代、高校日本代表に選ばれたことがある。
2022年、トヨタヴェルブリッツに加入。
2024年1月6日に行われたJAPAN RUGBY LEAGUE ONE第4節埼玉ワイルドナイツ戦にて先発出場でリーグワン公式戦初出場を果たした。